# Hypotrigona penna
Hypotrigona penna là một loài Hymenoptera trong họ Apidae. Loài này được Eardley mô tả khoa học năm 2004.